# Praia do Forte
Koordinaten: 12° 39′ S, 38° 5′ W

Praia do Forte liegt im Bezirk (Municipio) von Mata de São João in Bahia

Praia do Forte ist ein brasilianischer Ferienort im Bundesstaat Bahia und ein ehemaliges Fischerdorf, welches ca. 80 km nordöstlich vom Stadtzentrum von Salvador da Bahia entfernt liegt und zur Gemeinde (Municipio) von Mata de São João gehört. Man erreicht Praia do Forte über die mautpflichtige Straße Estrada do Coco. Die Estrada do Coco endet in Praia do Forte und es schließt sich die Linha Verde an, die den Ort mit den weiteren nördlichen Stränden Bahias verbindet.
Der Ort Praia do Forte ist einer der meistbesuchten touristischen Orte an der bahianischen Küste. Es gibt eine touristische Infrastruktur mit Hotels, Pensionen und Restaurants. Besondere Bekanntheit hat das Naturprojekt TAMAR unter Beteiligung der brasilianischen Umweltbehörde IBAMA in Praia do Forte erlangt. Diese Initiative befasst sich mit dem Erhalt der Meeresschildkröten, welche eine Größe von bis zu 3 Metern erreichen können und in dieser Strandregion ihre Eier legen.
Das Zentrum von Praia do Forte kann nicht von Autos befahren werden. 
Es gibt ca. 12 km Sandstrand mit vielen vorgelagerten Riffs, die man mit entsprechenden Bootstouren erreichen kann. Die Kokospalmen stellen die wesentliche Bepflanzung dieser Region, weshalb die gesamte Küste auch Costa dos Coqueiros (Kokospalmenküste) genannt wird.

## Geschichte
1971 hat der deutschstämmige Brasilianer Klaus Peters die ehemalige Kokosnussfarm mit 5400 Hektar von Sr. Paulo Padilha de Souza erworben mit dem Ziel, einen Touristenort zu erschaffen.
In der näheren Umgebung des Ortes befindet sich eine Burg, die durch die adelige Familie Garcia d'Ávila erbaut wurde.

## Galerie

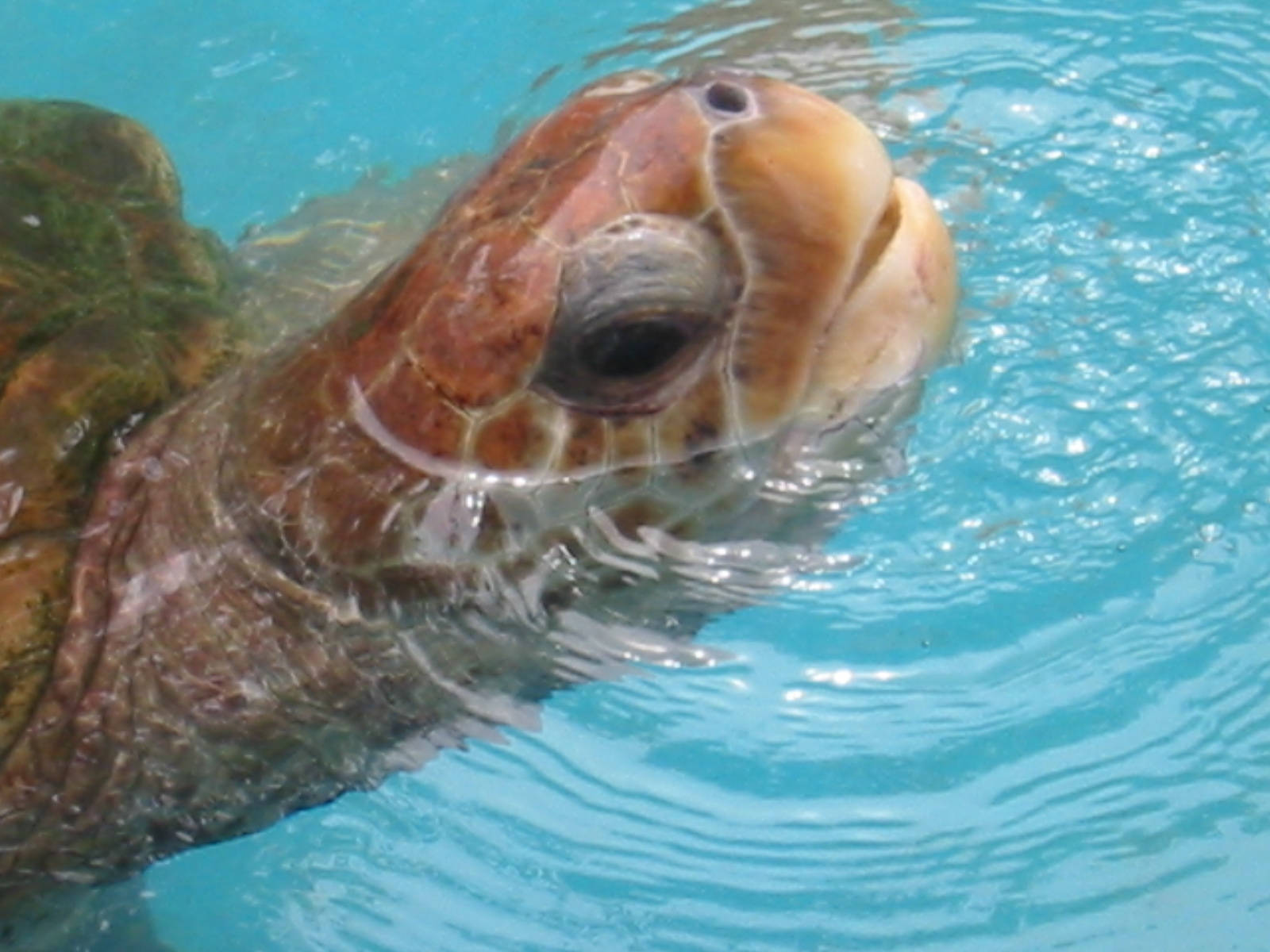
Projeto TAMAR in Praia do Forte
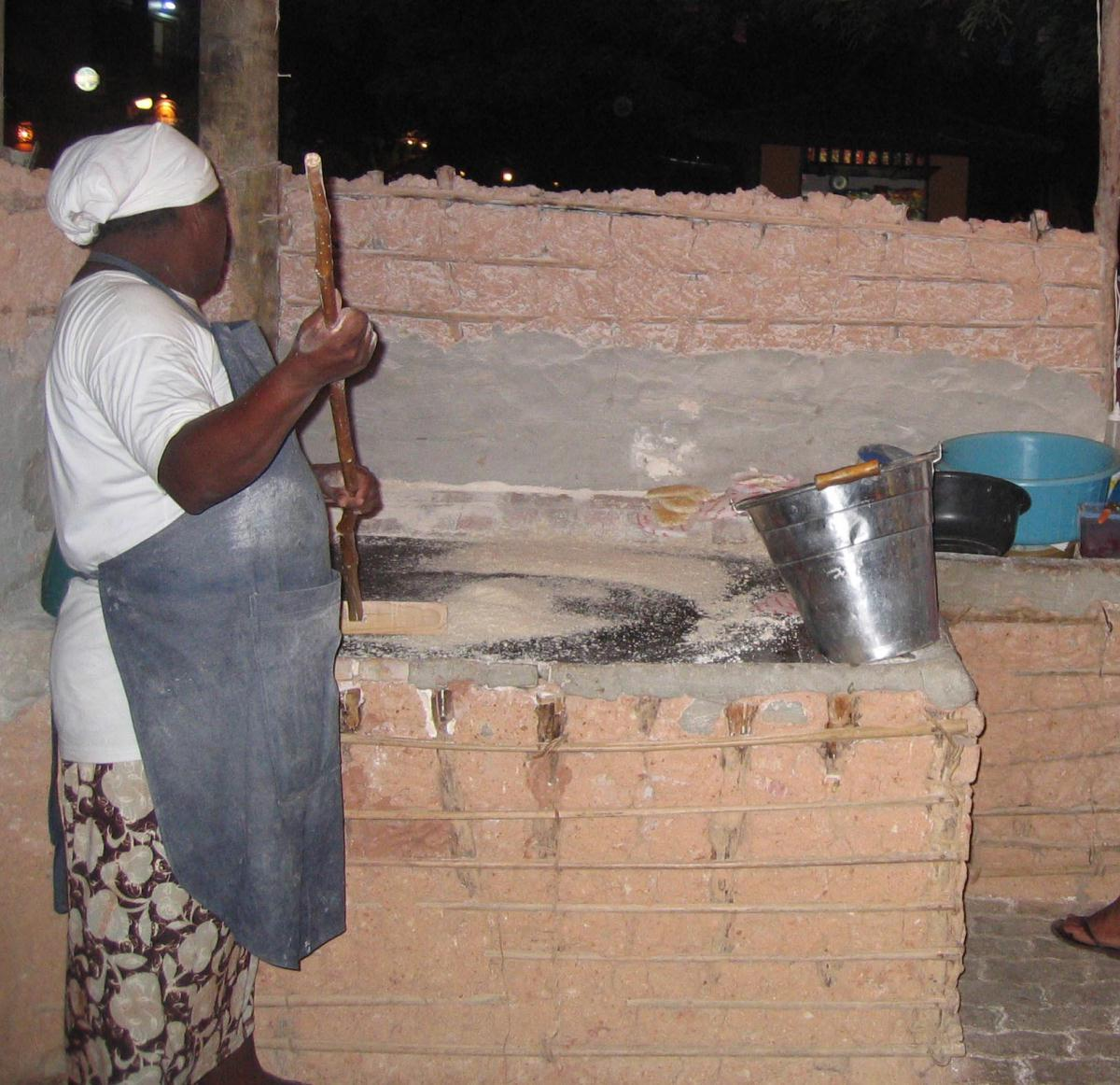
Herstellung von Tapiocagebäck im Zentrum von Praia do Forte
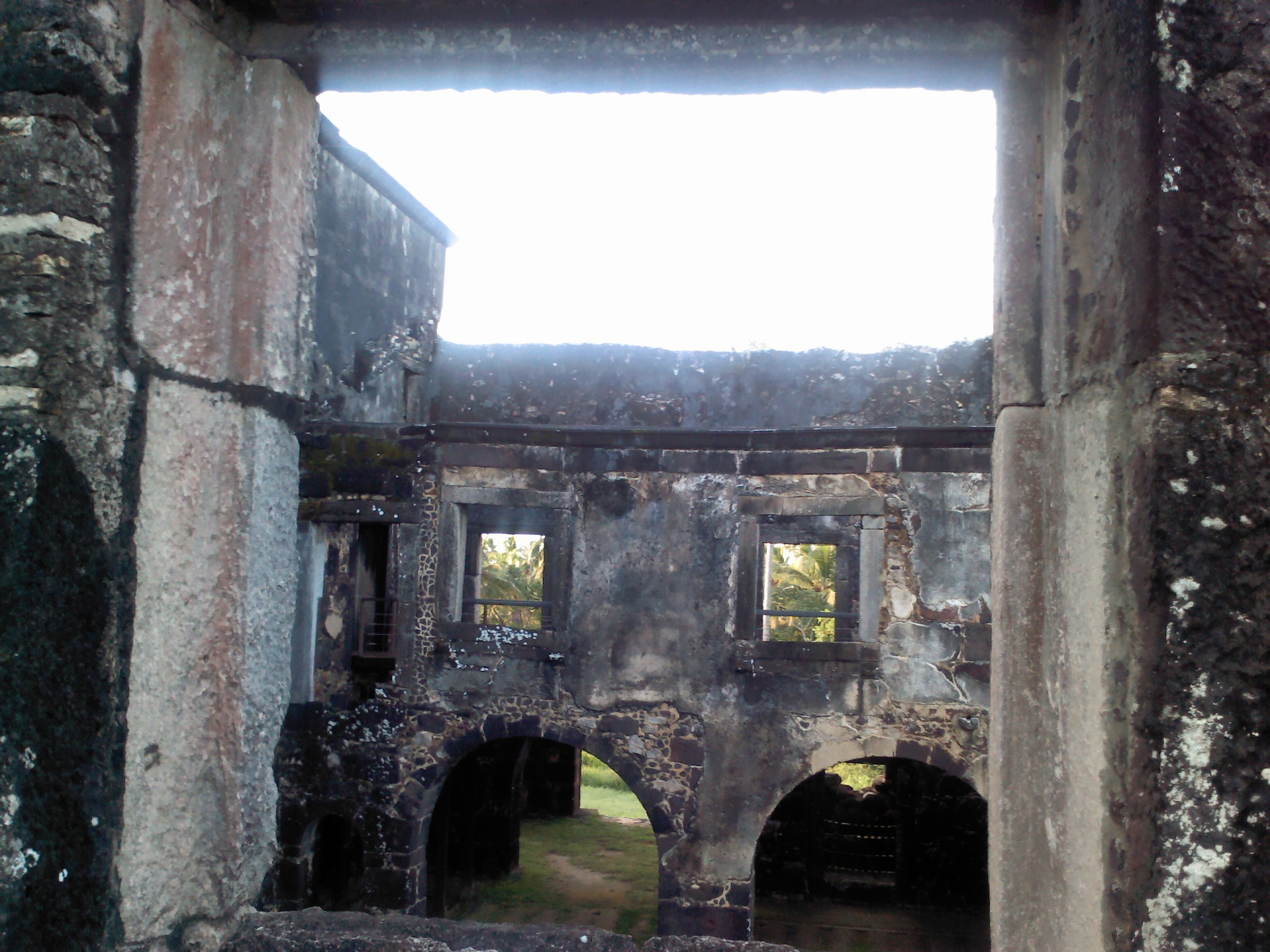
Torre da Casa Garcia d'Avila in der Nähe von Praia do Forte
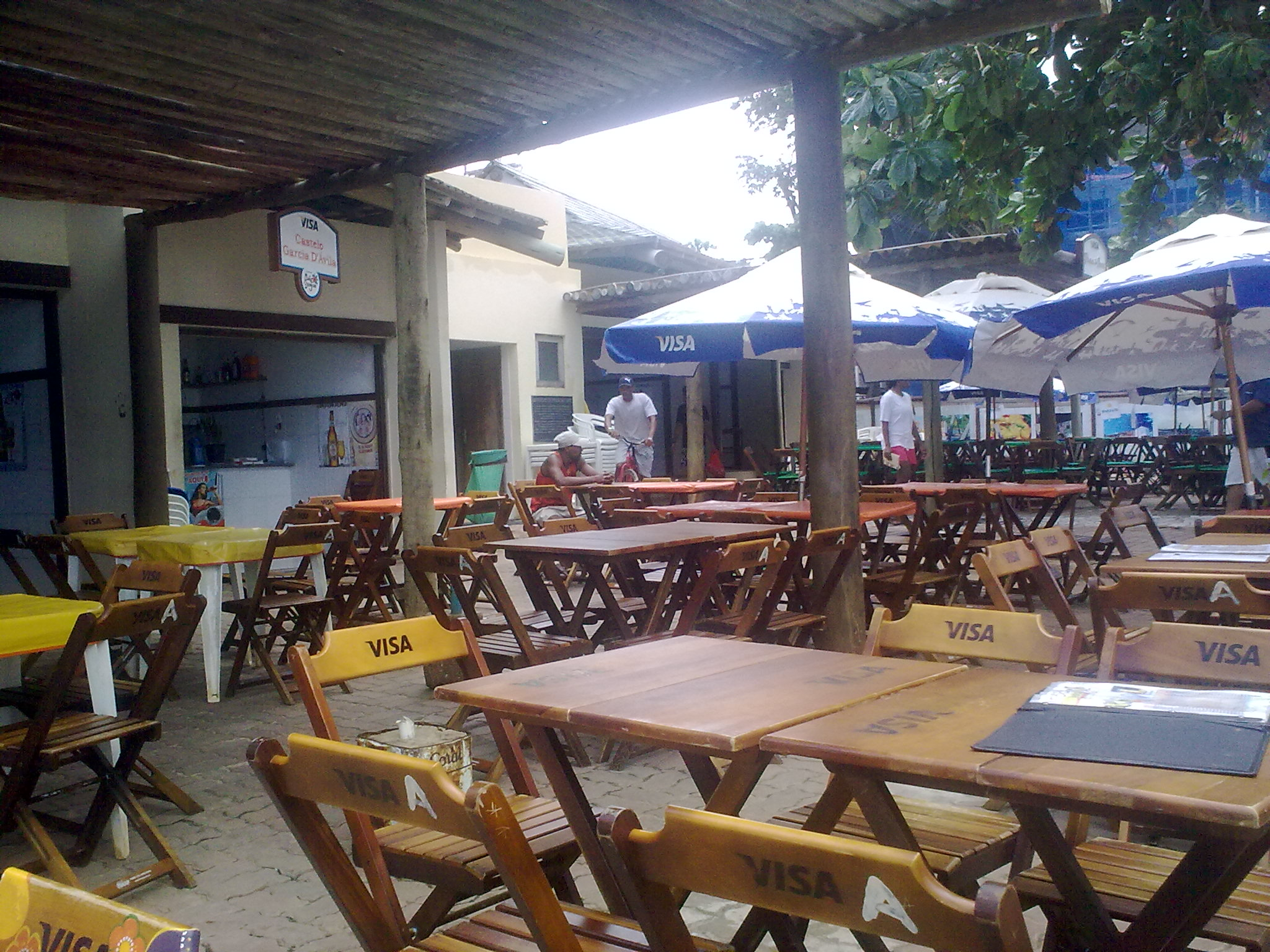
Typische Strandbars in Praia do Forte
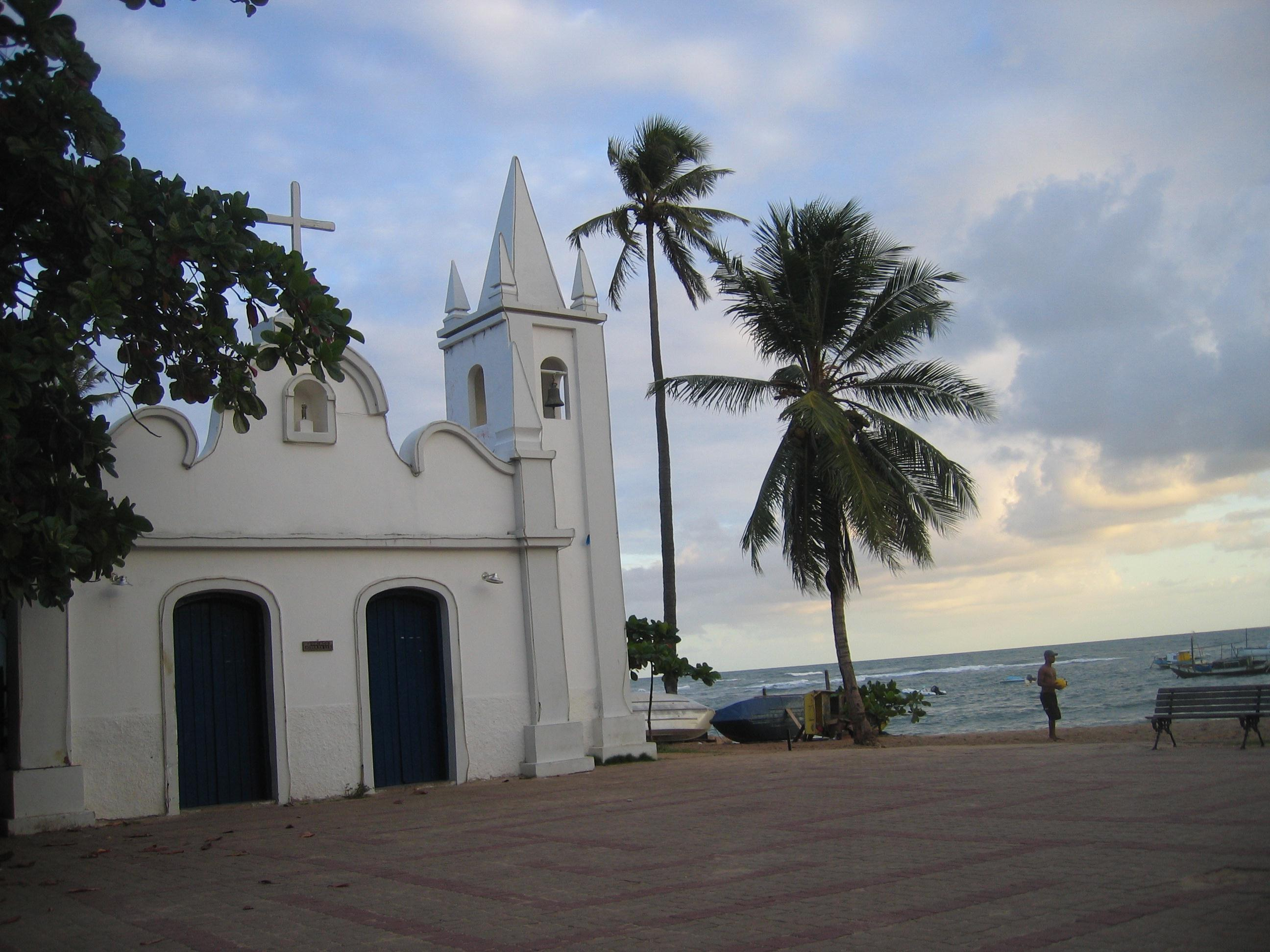
Blick auf das Meer mit kleiner Kirche in Praia do Forte